# Jacek Góralski
Jacek Góralski, né le 21 septembre 1992 à Bydgoszcz (Pologne), est un footballeur international polonais, qui évolue au poste de milieu de terrain.

## Biographie

### En équipe nationale
Jacek Góralski fait ses débuts avec l'équipe de Pologne le 14 novembre 2016, en étant titulaire lors d'un match amical face à la Slovénie (match nul 1-1).
Le 4 juin 2018, le sélectionneur Adam Nawałka inclut Góralski dans sa liste des 23 Aigles Blancs pour disputer la Coupe du monde 2018 en Russie.

## Palmarès
Wisła Płock
- Champion de la troisième division polonaise (groupe ouest) en 2013

 Ludogorets Razgrad
- Champion de Bulgarie en 2018

 Kaïrat Almaty
- Champion du Kazakhstan en 2020.
- Vainqueur de la Coupe du Kazakhstan en 2021.

## Statistiques
Le tableau ci-dessous récapitule les statistiques de Jacek Góralski lors de sa carrière professionnelle en club :
| Saison                | Club                  | Championnat           | Championnat | Championnat | Coupe(s) nationale(s) | Coupe(s) nationale(s) | Compétition(s) continentale(s) | Compétition(s) continentale(s) | Compétition(s) continentale(s) | Total | Total |
| Saison                | Club                  | Division              | M.          | B.          | M.                    | B.                    | Comp.                          | M.                             | B.                             | M.    | B.    |
| 2011-2012             | Wisła Płock           | 2                     | 12          | 0           | -                     | -                     | -                              | -                              | -                              | 12    | 0     |
| 2012-2013             | Wisła Płock           | 3                     | 32          | 1           | 2                     | 0                     | -                              | -                              | -                              | 34    | 1     |
| 2013-2014             | Wisła Płock           | 2                     | 32          | 0           | -                     | -                     | -                              | -                              | -                              | 32    | 0     |
| 2014-2015             | Wisła Płock           | 2                     | 31          | 4           | 1                     | 0                     | -                              | -                              | -                              | 32    | 4     |
| 2015-2016             | Jagiellonia Białystok | 1                     | 28          | 0           | 2                     | 0                     | -                              | -                              | -                              | 30    | 0     |
| 2016-2017             | Jagiellonia Białystok | 1                     | 29          | 3           | 2                     | 0                     | -                              | -                              | -                              | 31    | 3     |
| 2017-2018             | Jagiellonia Białystok | 1                     | -           | -           | -                     | -                     | C3                             | 3                              | 0                              | 3     | 0     |
| 2017-2018             | Ludogorets Razgrad    | 1                     | 24          | 0           | 3                     | 0                     | C3                             | 7                              | 0                              | 34    | 0     |
| Total sur la carrière | Total sur la carrière | Total sur la carrière | 188         | 8           | 10                    | 0                     | -                              | 10                             | 0                              | 208   | 8     |